# Impatiens tigrina
Impatiens tigrina är en balsaminväxtart som beskrevs av Piyakaset Suksathan och Triboun. Impatiens tigrina ingår i släktet balsaminer, och familjen balsaminväxter. Inga underarter finns listade i Catalogue of Life.